# 刘格來
刘格來神父（François-Régis Clet，1748年8月19日出生于法国伊澤爾省格勒诺布尔，1820年2月18日逝世于中国武昌）是一位中华殉道圣人.。
1769年入遣使会。他曾在阿讷西和巴黎担任神父。1791年前往中国，在湖北省西北部茶园沟磨盘山秘密传教。1819年在那里被捕，押解到省会武昌，1820年2月处死。他在1843年成为可敬者，1900年列福，2000年由若望保禄二世封圣